# Tjader Goes Latin
Tjader Goes Latin è un album di Cal Tjader, pubblicato dalla Fantasy Records nel 1959. Nel 1993 la Fantasy Records pubblicò il CD Black Orchid, contenente i brani originali di questo LP più dieci brani tratti da una session datata 1956.

## Tracce
Lato A
1. Mi China – 2:15 (Mongo Santamaría) – Registrato nel 1959 a San Francisco (California)
2. Close Your Eyes – 3:15 (Bernice Petkere) – Registrato nel 1958 al "The Blackhawk" di San Francisco (CA)
3. Mambo at the "M" – 4:39 (Luis Kant) – Registrato il 10 settembre 1957 a San Francisco (California)
4. Contigo – 2:40 (Pedro Flores) – Registrato nel 1958 al "The Blackhawk" di San Francisco (CA)
5. Bonita – 2:28 (Lonnie Hewitt) – Registrato nel 1959 a San Francisco (California)
6. The Lady is a Tramp – 4:32 (Lorenz Hart, Richrad Rodgers) – Registrato nel 1958 al "The Blackhawk" di San Francisco (CA)

Lato B
1. Black Orchid – 2:53 (Cal Tjader) – Registrato nel 1959 a San Francisco (California)
2. Happiness is a Thing Called Joe – 3:44 (Harold Arlen, E.Y. "Yip" Harburg) – Registrato nel 1958 al "The Blackhawk" di San Francisco (CA)
3. I've Waited So Long – 2:07 (Jerry Lordan) – Registrato il 10 settembre 1957 a San Francisco (California)
4. Out of Nowhere – 3:26 (Johnny Green, Edward Heyman) – Registrato nel 1958 al "The Blackhawk" di San Francisco (CA)
5. Guajira at the Blackhawk – 5:20 (Mongo Santamaría) – Registrato nel 1958 al "The Blackhawk" di San Francisco (CA)

CD del 1993, pubblicato dalla Fantasy Records
1. Mi China – 2:15 (Mongo Santamaría)
2. Close Your Eyes – 3:11 (Bernice Petkere)
3. Mambo at the "M" – 4:39 (Luis Kant)
4. Contigo – 2:40 (Pedro Flores)
5. Bonita – 2:28 (Lonnie Hewitt)
6. The Lady is a Tramp – 4:32 (Lorenz Hart, Richard Rodgers)
7. Black Orchid – 3:23 (Cal Tjader)
8. Happiness Is a Thing Called Joe – 3:44 (Harold Arlen, E.Y. "Yip" Harburg)
9. I've Waited So Long – 2:07 (Jerry Lordan)
10. Out of Nowhere – 3:26 (Johnny Green, Edward Heyman)
11. Guajira at the Blackhawk – 5:20 (Mongo Santamaría)
12. I Want to Be Happy – 3:15 (Irving Caesar, Vincent Youmans)
13. The Nearness of You – 3:54 (Hoagy Carmichael, Ned Washington)
14. Pete Kelly's Blues – 3:48 (Sammy Cahn, Ray Heindorf)
15. A Minor Goof – 3:53 (Brew Moore)
16. Undecided – 3:23 (Sydney Robin, Charlie Shavers)
17. Philadelphia Mambo – 3:20 (Tito Puente)
18. Flamingo – 4:12 (Edmund Anderson, Ted Grouya)
19. Stompin' at the Savoy – 4:00 (Benny Goodman, Andy Razaf, Edgar Sampson, Chick Webb)
20. Laura – 3:21 (Johnny Mercer, David Raksin)
21. Lullaby of Birdland – 4:00 (George Shearing, George David Weiss)

- Brani: 12, 13, 14, 15, 16, 17, 18, 19, 20 & 21 registrati a San Francisco (CA) nel 1956.

## Musicisti
Cal Tjader Sextet
Brani A1, A5 & B1
- Cal Tjader - vibrafono
- Paul Horn - flauto, clarinetto, sassofono alto
- Lonnie Hewitt - pianoforte
- Al McKibbon - contrabbasso
- Willie Bobo - batteria, timbales
- Mongo Santamaría - congas, bongos

Cal Tjader Sextet
Brani A2, A4, A6, B2, B4 & B5
- Cal Tjader - vibrafono
- José "Chombo" Silva - sassofono tenore
- Vince Guaraldi - pianoforte
- Al McKibbon - contrabbasso
- Willie Bobo - congas, bongos
- Mongo Santamaría - congas, bongos

Cal Tjader Sextet
Brani A3 & B3
- Cal Tjader - vibrafono
- Vince Guaraldi - pianoforte
- Gene Wright - contrabbasso
- Luis Kant - batteria
- Bayardo Velarde - congas, bongos

Cal Tjader Quintet
Brani CD 12, 13, 14, 15, 16, 17, 18, 19, 20 & 21
- Cal Tjader - vibrafono
- Manuel Duran - pianoforte
- Carlos Duran - contrabbasso
- Luis Miranda - congas, bongos
- Bayardo Velarde - congas, bongos